# نصرالله سروری
نصرالله سروری (۱۳۲۱– ۱ دی ۱۳۹۶) نقاش اهل افغانستان بود. آثار او غالباً به موضوعات تاریخی، فلسفی، مناظر طبیعی و زندگی طبقاتی روستاییان می‌پردازد. او با سبک‌های رمانتیسم، رئالیسم و کلاسیسم آشنایی داشت و از پیروان سبک بهزاد هروی در هنر مینیاتوری بود.

## زندگی
سروری در هرات متولد شد و در نه‌سالگی، هنر رسامی را شروع کرد. او شاگرد هنرمندانی مثل خیر محمد خان یاری، کریم‌شاه خان، گل‌محمد هنرجو، بهزاد سلجوقی و یوسف کهزاد بود و سال‌های زیادی نیز تاریخ هنر را مطالعه کرد. سروری از دانشگاه کابل در رشتهٔ مخابرات فارغ‌التحصیل شد. او بسیاری از سال‌های زندگی‌اش را در ایران سپری کرد.
سروری پایه‌گذار موزه منظر جهاد در هرات است.

## درگذشت
سروری در اول جدی سال ۱۳۹۶ درگذشت. در پی درگذشت او، هنردوستان با اعتراض به بی‌توجهی به زندگی هنرمندان از سوی مردم و دولت، یکی از پیامدهای بی‌توجهی را زندگی و مرگ هنرمندان در فقر دانستند.